# الذنبه (حبيل جبر)

تعديل مصدري - تعديل

الذنبه، ذلحومرة هي إحدى قرى عزلة حبيل جبر بمديرية حبيل جبر التابعة لمحافظة لحج، بلغ تعداد سكانها 59 نسمة حسب تعداد اليمن لعام 2004.